# Julie Dash

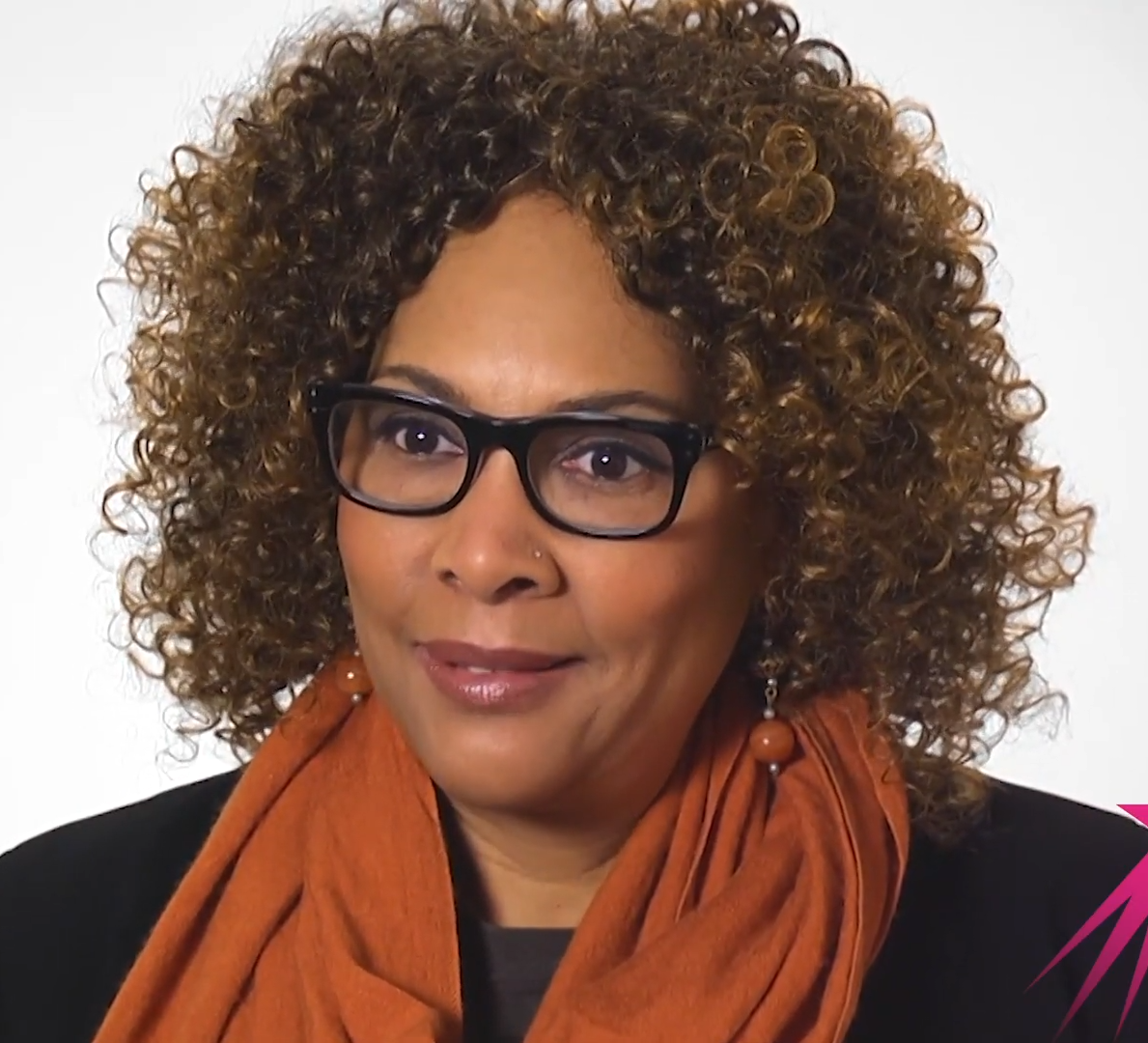
Julie Dash (2020)

Julie Dash (geb. 22. Oktober 1952 in Long Island City, New York) ist eine US-amerikanische Filmemacherin. Ihr Film Daughters of the Dust (1991) gilt als eines der bedeutendsten Werke des unabhängigen Films des 20. Jahrhunderts.

## Leben
Dashs Vater gehörte zur Gullah-Gemeinschaft und entstammte den Sea Islands in South Carolina. Er arbeitete in New York als Expedient im Bekleidungshandel. Ihre Mutter war Verkäuferin. Sie wuchs in ärmlichen Verhältnissen in New Yorker Slums der Queensbridge Houses auf. Über Filmkurse am Studio Museum in Harlem, am American Film Institute in Los Angeles und an der University of California, Los Angeles arbeitete sie sich zur Regisseurin vor.

## Wirken
Dash erarbeitete sich aus Elementen von Überlieferung und Identität eine eigene Mission. Sie wurde für ihre ungewöhnliche Erzählweise in Daughters of the Dust (1991) bekannt, die von ihrer Herkunft inspiriert wurde. Der Film wurde zudem von The Blood of Jesus (1941) von Spencer Williams beeinflusst. So sagte sie über Daughters einmal: „Statt westlich und linear erzähle ich wie ein griot, wie ein traditioneller afrikanischer Geschichtenerzähler. Der wird zu Familienfesten eingeladen und rezitiert dann die Geschichte der Familie. So springe ich auch von einem Ereignis zum anderen, bin mal in der Vergangenheit, mal in der Zukunft, hole dann wieder weit aus und kehre in die Gegenwart zurück. Sie können sich vorstellen, wie das die Kritiker verwirrt hat!“ Diese nichtlineare Erzählweise ist jener in Ali LeRois Filmdrama The Obituary of Tunde Johnson (2019) oder in Kasi Lemmons’ Eve’s Bayou (1997) dabei nicht unähnlich.
2021 wurde sie als Jurymitglied für das 37. Sundance Film Festival berufen.

## Auszeichnungen
Bei einer Befragung von Filmkritikern durch die BBC wurde Dashs Film Daughters of the Dust (1991) im Jahr 2019 zum zehntbesten von einer Frau gemachten Film gekürt.

## Filme (Auswahl)
- 1982: Illusions
- 1991: Daughters of the Dust
- 1999: Funny Valentines
- 2002: The Rosa Parks Story